# Chrysocrambus
Chrysocrambus és un gènere d'arnes de la família Crambidae.

## Taxonomia
- Chrysocrambus brutiellus Bassi, 1985
- Chrysocrambus chrysonuchelloides (Rothschild, 1925)
- Chrysocrambus craterellus (Scopoli, 1763)
- Chrysocrambus dentuellus (Pierce & Metcalfe, 1938)
- Chrysocrambus kobelti (Saalmüller, 1885)
- Chrysocrambus lambessellus (Caradja, 1910)
- Chrysocrambus linetella (Fabricius, 1781)
- Chrysocrambus major (Müller-Rutz, 1931)
- Chrysocrambus mauretanicus (Müller-Rutz, 1931)
- Chrysocrambus sardiniellus (Turati, 1911)
- Chrysocrambus similimellus (Müller-Rutz, 1931)
- Chrysocrambus syriellus (Zerny, 1934)